# Robert Hübner
Robert Hübner (Colônia, 6 de novembro de 1948 – Colônia, 5 de janeiro de 2025) foi um enxadrista e papirologista alemão, um dos principais jogadores de xadrez na década de 1970 e no início da década de 1980.

## Carreira
Aos 18 anos, Hübner foi ganhador do Campeonato da Alemanha Ocidental em 1967.
Em 1969, recebeu o título de Mestre Internacional, e em 1971, foi concedido ao jogador o título de Grande Mestre. Ele chegou ao terceiro lugar na lista do ranking mundial da FIDE, em 1980.
Hubner jogou em três torneiros para o Campeonato Mundial. Cada um deles acabou em circunstâncias controversas:
- Em 1971, ele perdeu nas quartas de finais do torneio paraTigran Petrosian, pois ao reclamar do barulho, teve uma penalidade de um ponto.
- Em 1981, ele chegou à final, antes de perder para Viktor Korchnoi. Ele perdeu a partida depois de 10 jogos, mais uma vez por diferença de um ponto.
Em 1983, ele perdeu nas quartas de final para Vassily Smyslov: com a partida empatada após 10 jogos mais 4, a pontuação foi resolvida com um giro em uma roda de roleta, que propiciou a vitória de seu oponente.[2]

Em meados dos anos 70 até o começo dos anos 80, Hübner participava de torneios diários de elite, como Tilburg, 1978 e Montreal, 1979, jogando ao lado de Anatoly Karpov, Mikhail Tal e Jan Timman. Houve vitórias em torneios em Houston, 1974, e em Munique, 1979 (compartilhada com Ulf Andersson e Boris Spassky), Interzonal de 1979 (compartilhada com Lajos Portisch e Tigran Petrosian), e Linares de 1985 (compartilhada com Ljubomir Ljubojević).
Ele foi assistente de Nigel Short no Campeonato Mundial de Xadrez de 1993, contra Garry Kasparov.
Em 2000, ele ganhou, com a equipe alemã, a medalha de prata na 34ª Olimpíada de Xadrez em Istambul.
Ele permaneceu ativo no circuito internacional na década de 2000, porém durante essa época não foi um enxadrista de tempo integral, devido à sua carreira acadêmica.

## Estilo de jogo

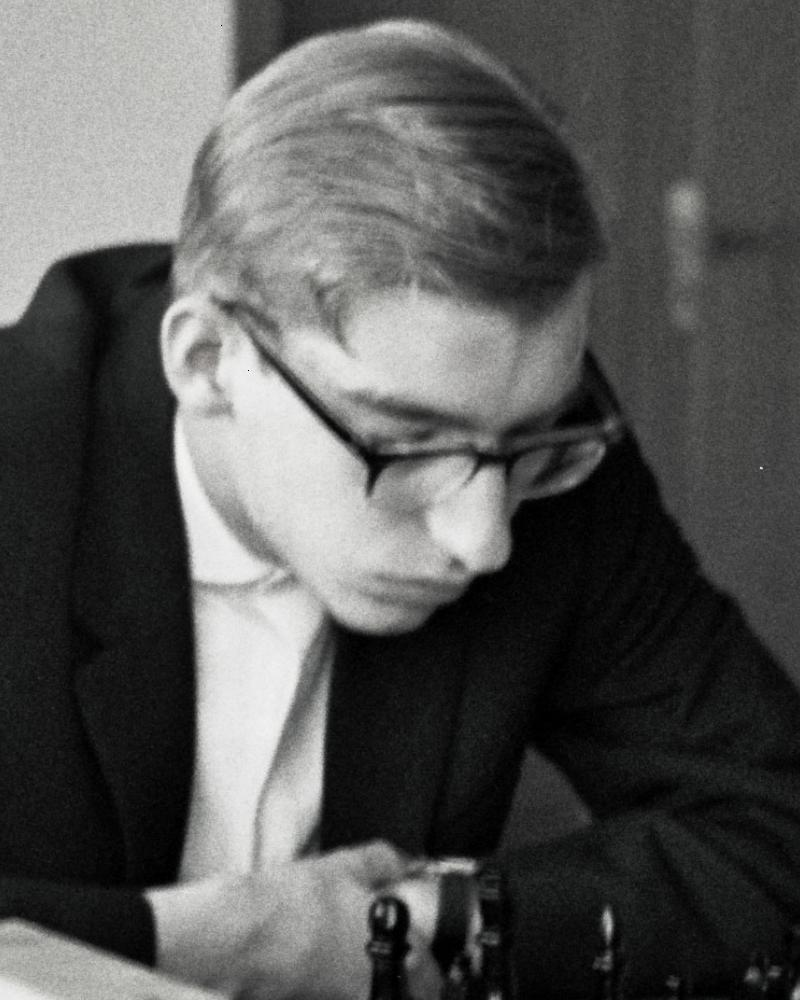
Hübner no Porz, em 1966

Sobre o tabuleiro de xadrez, sua técnica tem sido descrita como eficiente e implacável. De acordo com Bill Hartston—"Sua abordagem perfeccionista e bastante pessimista, no entanto, que o impediu de chegar ao topo."

## Outras contribuições
As contribuições de Hübner para a literatura do enxadrismo incluem o estudo dos campeões mundiais e a análise de figuras notáveis do xadrez no século XIX. Suas contribuições recentes foram análises e estudos detalhados de campeões mundiais de xadrez, como Bobby Fischer e Alexander Alekhine.
Ele é o epônimo da Variação Hübner da Defesa Nimzoíndia: 1.d4 Cf6 2.c4 e6 3.Nc3 Bb4 4.e3 c5 5.Bd3 Nc6 6.Nf3 Bxc3+.
Hübner também é conhecido como um dos melhores jogadores de xiangqi fora da China.

## Jogos notáveis
- Robert James Fischer vs Robert Hübner, Palma de Mallorca iz de 1970, a Caro-Kann Defesa: Breyer Variação (B10), ½–½
- Robert Hübner vs Raymond Keene, Viena (Áustria), De 1972, Moderno Defesa: Rei Peão Fianchetto (B06), Por 1-0,